# Девочки на пляже
«Девочки на пляже» (англ. The Girls on the Beach) — пляжный фильм студии Paramount Pictures режиссёра Уильяма Уитни, вышел в прокат 12 мая 1965 года.
В фильме в роли самих себя приняли участие музыканты: группа The Beach Boys (исполнили песни «Girls on the Beach», «Lonely Sea» и «Little Honda»), Лесли Гор (исполнила «Leave Me Alone», «It’s Gotta Be You» и «I Don’t Want to Be a Loser») и группа The Crickets (исполнили песню «La Bamba»).

## Сюжет
Девочки из сообщества Альфа-Бета во время весенних каникул отдыхают в пляжном кафе, когда с ними связывается миссис Уинтерс и сообщает тревожное известие. Миссис Уинтерс является хозяйкой дома, который женское сообщество снимает под своё общежитие. Теперь же, из-за каких-то махинаций родственников миссис Уинтерс, дом может уйти из под её собственности. Для того, чтобы этого не произошло, она должна выплатить банку $10,000 в течение двух недель. Девушки из Альфа-Бета решают во что бы то ни стало достать нужную сумму и спасти своё общежитие.
Альфа-Бета принимаются изучать местную газету на предмет каких-нибудь проходящих сейчас конкурсов с денежными призами. Затем девушки распределяют между собой задания. Кто-то должен поучаствовать в конкурсе красоты, а кто-то в кулинарном. Кому-то же придётся соблазнить парня-ботаника, ведь у него есть доступ к компьютеру и он умеет им пользоваться, а это пригодится для участия в конкурсе головоломок.
Ещё на пляже есть компания парней-сёрферов, которые приглядываются к девчонкам из сообщества. Чтобы произвести на дам сильное впечатление, парни при знакомстве рассказывают, что являются большими друзьями группы The Beatles. Более того, они даже устраивают телефонный розыгрыш — звонок от «некоего Ринго из Лондона». Девушки всему охотно верят. К тому же это очень удобно, иметь знакомых, которые лично знают ливерпульскую четвёрку.
Альфа-Бета просят своих новых друзей помочь организовать здесь благотворительный концерт The Beatles, деньги от которого пошли бы на сохранение общежития. Девушки сразу приступают к продаже билетов на это мероприятие. Серферы ещё какое-то время пытаются выпутаться из этой ситуации, но вскоре признают, что они обманывали и никаких знаменитостей не знают. В пляжном кафе в это время толпа молодёжи требует «битлов». Девчонкам ничего не остаётся, как надеть костюмы и парики и выходить на сцену самим, впрочем всё заканчивается хорошо.

## В ролях
- Донна Коркоран — Сельма
- Мартин Уэст[англ.] — Дюк
- Линда Маршалл[англ.] — Синтия
- Стивен Роджерс — Брайан
- Ана Капри — Арлин
- Арон Кинкейд[англ.] — Уэйн
- Нэнси Спрай — Бетти
- Шейла Бромли — миссис Уинтерс
- Лана Вуд — Бонни
- Мэри Митчел — Эмили
- Гэйл Гилмор[англ.] — Джорджия
- Питер Брукс — Стю Ранкин
- Лори Саундерс[англ.] — Патрисия Джонсон
- The Beach Boys — в роли самих себя
- Лесли Гор — в роли самой себя
- The Crickets — в роли самих себя
- Дик Миллер — эпизод

В титрах не указаны
- Линн Картрайт — официантка
- Лео Гордон — официант